# Khargupur
Khargupur är en ort i Indien.   Den ligger i distriktet Gonda och delstaten Uttar Pradesh, i den nordöstra delen av landet, 500 km öster om huvudstaden New Delhi. Khargupur ligger 117 meter över havet och antalet invånare är 9 576.
Terrängen runt Khargupur är mycket platt. Runt Khargupur är det tätbefolkat, med 881 invånare per kvadratkilometer. Närmaste större samhälle är Ikauna, 17,3 km norr om Khargupur. Trakten runt Khargupur består till största delen av jordbruksmark.